# Oporinia alticolaria
Oporinia alticolaria là một loài bướm đêm trong họ Geometridae.